# Gestion des services informatiques
La gestion des services informatiques, plus connue sous le sigle anglais de ITSM pour « information technology service management » est une des bases de l'ITIL qui la définit ainsi : la gestion des services informatiques (« Service Management ») est une approche de la gestion des SI. Elle se propose de représenter le SI comme un ensemble de capacités (« capabilities ») organisationnelles permettant de fournir de la valeur à des clients sous forme de services. Cette valeur est intangible et non monnayable pour l'entreprise. Elle est composée d'une part d'équipes techniques (« functions ») composées de spécialistes et d'autre part de processus.
ITIL différencie les capacités (intangibles) des ressources (tangibles) composées du personnel et des matériels.
ITSM est philosophiquement centré sur l'idée que le client se fait de la contribution des technologies de l'information (IT) à l'entreprise. ITSM est cependant délibérément en opposition avec les approches axées purement sur la technologie. Ce qui suit représente une devise caractéristique de la littérature ITSM :
« 
Les fournisseurs de services informatiques ne peuvent plus se permettre de se concentrer sur la technique et leur organisation interne, ils doivent maintenant prendre en compte la qualité des services qu'ils fournissent et mettre l'accent sur la relation avec les clients. »
ITSM prend en compte quatre perspectives importantes surnommées « les 4P », c'est-à-dire les processus, les personnes (collaborateurs et clients), les produits (ou techniques) et les partenaires (ou fournisseurs).

## Processus selon ITIL
ITSM est axé sur les processus. La discipline ne s'intéresse pas aux détails sur la façon d'utiliser le produit d'un fournisseur, ou aux détails techniques des systèmes de gestion. Au lieu de cela, ITSM se concentre sur l'établissement d'un cadre pour structurer les activités liées aux systèmes d'informations, et les interactions du personnel technique informatique avec les clients et les utilisateurs.
Selon ITIL, un processus est un ensemble d'activités coordonnées combinant des ressources et des aptitudes de façon à produire un résultat fournissant de la valeur à des clients. Si un processus crée un avantage compétitif, il devient un avoir stratégique. Un processus ITIL doit donc avoir les caractéristiques suivantes :
- être mesurable ;
- fournir un résultat spécifique ;
- créer une valeur pour le client ;
- répondre à un événement spécifique (par exemple l'appel d'un utilisateur à la hotline).

Une organisation ITIL permet de passer d'un fonctionnement vertical — basé sur les départements de l'entreprise (functions) comme le service technique, administratif ou commercial — à un fonctionnement horizontal basé sur les processus. Pour cela, on doit définir les rôles de chacun dans les processus. ITIL utilise pour cela le modèle RACI.
ITSM est généralement concerné par le « back office » ou des préoccupations d'ordre opérationnel sur la gestion des techniques informatiques (parfois appelée « architecture opérationnelle »), et non avec le développement de la technologie. Beaucoup de sociétés non technologiques, telles que celles dans les domaines de la finance, le commerce de détail, le tourisme, ont des systèmes informatiques très évolués mais invisibles pour les clients.

### Propriétaires et gestionnaires
ITIL différencie les propriétaires de service ou de processus des gestionnaires.
Le propriétaire d'un processus doit s'assurer que le processus est adapté à l'objectif fixé et est garant (« accountable ») du bénéfice attendu.
Le gestionnaire d'un service IT est garant de la bonne fourniture de ce service et en charge (« responsible ») de sa perpétuelle amélioration (« Continual Service Improvement ») et de la gestion des changements de ce service.
Les propriétaires sont des garants (« accountable ») alors que les gestionnaires sont des exécutants (« responsible »).
L'exécution des processus ITSM dans une organisation, en particulier les processus qui sont davantage axés sur les flux de travail, peut bénéficier considérablement d'être pris en charge par des outils logiciels spécialisés.

### Niveau des membres d'une organisation ITIL
ITSM est souvent cité comme l'un des principaux catalyseurs de la gouvernance des systèmes d'information.
La notion de « service » dans un sens informatique a une connotation opérationnelle propre, mais il serait incorrect de penser que la gestion des services informatiques est seulement opérationnelle. Les membres d'une organisation ITIL sont répartis sur trois niveaux côté informatique et client reliés ainsi :
|              | Informatique                    | Métier                       |
| Stratégique  | L'équipe de management (CIO)    | L'équipe de management (CEO) |
| Tactique     | Gestion des niveaux de services | Les clients                  |
| Opérationnel | Support technique               | Les utilisateurs             |